# Precipitadores electrostáticos

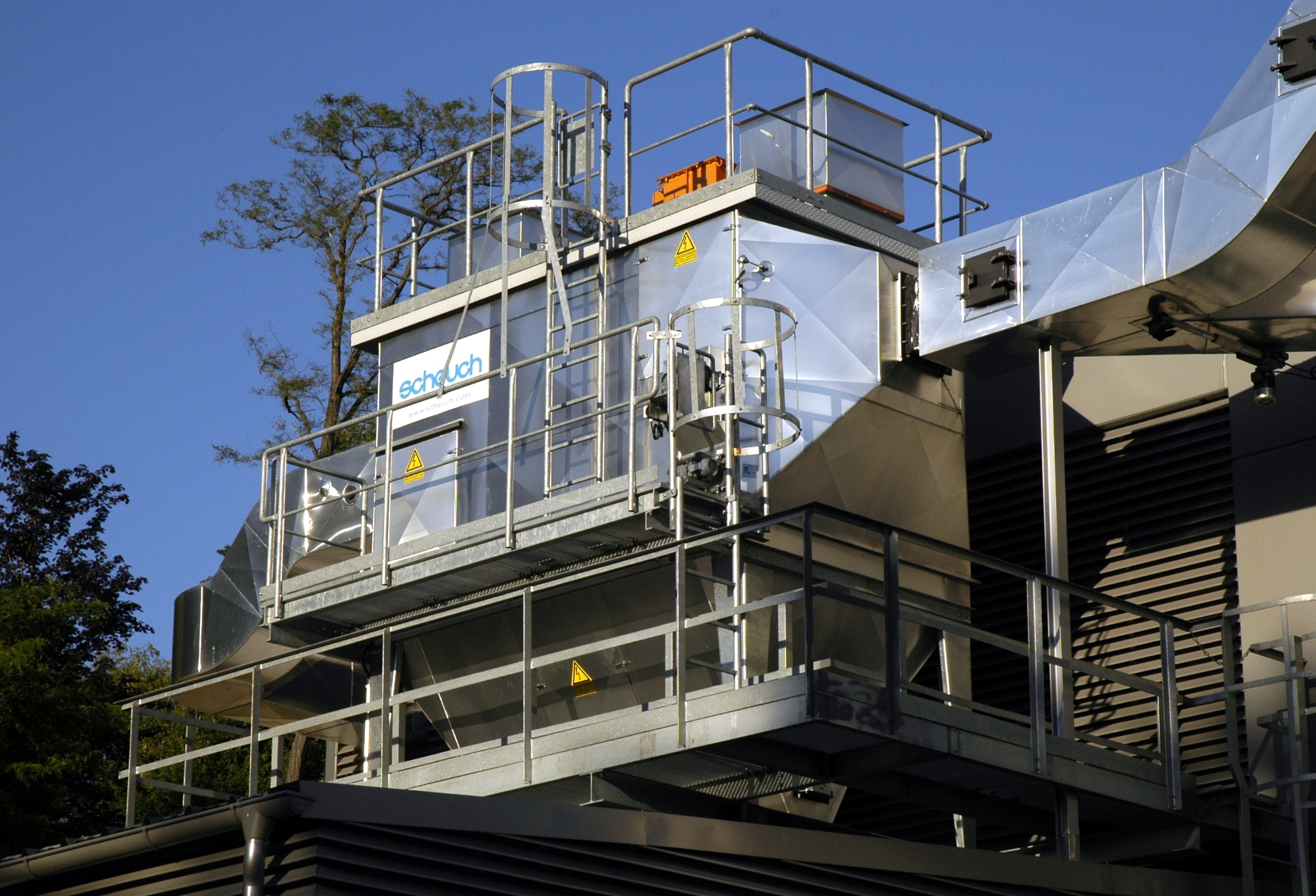
Precipitador electrostático de un sistema de calefacción de biomasa con una potencia calorífica de 2,2 MW

Los precipitadores o descontaminadores electrostáticos (o ESP por sus siglas en inglés) son dispositivos que se utilizan para atrapar partículas mediante su ionización, atrayéndolas por una carga electrostática inducida. Se emplean para reducir la contaminación atmosférica producida por humos y otros desechos industriales gaseosos, especialmente en las fábricas que funcionan con combustibles fósiles.
Los descontaminadores electrostáticos son dispositivos de filtración altamente eficientes, que mínimamente impiden el flujo de los gases a través del dispositivo, y pueden eliminar fácilmente finas partículas como polvo y humo de la corriente de aire.

## Invención del descontaminador electrostático
En 1907 el Dr. Frederick G. Cottrell solicitó una patente de un dispositivo para cargar partículas y después recolectarlas a través de la atracción electrostática: el primer descontaminador electrostático. Él era entonces profesor de Química en la Universidad de California en Berkeley. Cottrell primero utilizó el dispositivo para la recolección de niebla de ácido sulfúrico emitida de varias actividades de fábricas de ácido y de la fundición. Cottrell reconoció el potencial de negocio de su invento y decidió utilizar eso para financiar la investigación científica mediante la creación en 1912 de la fundación llamada Research Corporation a la que él asignó las patentes. Research Corporation ha proporcionado el financiamiento vital de muchos proyectos científicos: los experimentos sobre cohetería de Goddard, ciclotrón de Lawrence, la métodos de producción para vitaminas A y B1, entre otros.

## El descontaminador de placa
El descontaminador más básico contiene una fila de alambres finos, seguido por pilas de placas planas de metal espaciadas aproximadamente 1 centímetro. La corriente de aire pasa a través de los espacios entre los alambres y después atraviesa el apilado de placas.
Una fuente de alto voltaje transfiere electrones de las placas hacia los alambres, desarrollando así una carga negativa de varios miles de voltios en los alambres, relativa a la carga positiva de las placas.
Mientras que la materia de partículas atraviesa la fuerte carga negativa de los alambres, la materia de partículas toma la carga negativa y se ioniza. Las partículas ionizadas entonces pasan a través de las placas cargadas positivamente, siendo atraídas por estas placas.
Una vez que las partículas están en contacto con la placa positiva, entonces ceden sus electrones y se convierten en partículas cargadas positivamente como la placa, y comienzan a actuar así como parte del colector. Debido a este mecanismo, los descontaminador electrostáticos pueden tolerar grandes cantidades de acumulación de residuo en las placas de recolección y seguir funcionando eficientemente, puesto que la materia por sí misma ayuda a recolectar más materia de la corriente de aire.
La falla del descontaminador usualmente solo ocurre una vez que se haya formado en las placas una acumulación muy pesada de material. La acumulación puede llegar a ser bastante pesada como para bloquear la circulación de aire, o puede ser bastante densa como para ocasionar un corto circuito al permitir que la corriente atraviese el aislamiento. (esto típicamente no daña la fuente de alimentación, pero detiene efectivamente la precipitación electrostática adicional)...

## Precipitadores industriales modernos
Los ESPs continúan siendo dispositivos excelentes para el control de muchas emisiones de partículas industriales, incluyendo el humo de instalaciones de generación eléctricas (alimentados por carbón o petróleo), recolección de torta salina de los calentadores de licor negro en las plantas de pulpa de celulosa y recolección del catalizador de las unidades de conversión catalítica de lecho fluidizado en las refinerías por nombrar algunos. Estos dispositivos tratan volúmenes del gas de varios cientos de miles de ACFM (pies cúbicos por minuto actuales, por sus siglas en inglés) a 2.5 millones de ACFM en las aplicaciones de caldera más grandes (alimentadas por carbón).
La placa paralela original - el diseño cargado del alambre (descrito arriba) ha evolucionado a medida que nuevos diseños del electrodo de descarga más eficientes (y robustos) han sido desarrollados. Hoy en día estos desarrollos se han concentrado en electrodos de descarga rígida a los que se adhieren muchas púas puntiagudas, maximizando la producción de la corona. Los sistemas del transformación - rectificación aplican voltajes de 50-100 kilovoltios en las densidades relativamente de gran intensidad. Los controles modernos reducen al mínimo el chisporroteo y previenen la formación de arcos, evitando daño a los componentes. Los sistemas automáticos de golpeo y los sistemas de la evacuación de la tolva quitan la materia de partículas recogida mientras que están en línea, permitiendo que ESPs permanezca en funcionamiento por años a la vez.

## Precipitador electrostático húmedo
La precipitación electrostática es típicamente un proceso seco, pero el rocío de agua ayuda al flujo entrante a recoger partículas excepcionalmente finas, y ayuda a reducir la resistencia eléctrica del material seco entrante para hacer el proceso más efectivo.
Un precipitador electrostático húmedo combina el método operacional de un depurador mojado con el de un precipitador electrostático para hacer autolimpieza, autolavado aún con un dispositivo de alto voltaje.

## Filtros de aire electrostáticos orientados al consumidor
Las placas precipitadores son comúnmente ofertadas al público como dispositivos purificadores o como reemplazo permanente para los filtros de horno, pero todos tienen el indeseable atributo de ser difíciles de limpiar. Un efecto secundario indeseable de los dispositivos de precipitación electrostática es la producción de ozono. Sin embargo, los precipitadores electrostáticos ofrecen beneficios sobre otras tecnologías de purificación de aire, como la filtración HEPA que requiere filtros caros y puede convertirse en una producción inmensa de muchas formas dañinas de bacteria.
Con los precipitadores electrostáticos, si la colección de las placas permiten acumular grandes cantidades de partículas de materia, las partículas a menudo se enlazan tan firmemente a las placas metálicas, que un lavado vigoroso y una depuración serán necesarias para la completa limpieza de las placas. El espacio cerrado entre las placas pueden convertir la limpieza en algo difícil, y el apilado de placas a menudo puede ser difícil de desmontar para la limpieza.